# Jules Patient
Jules Patient, né le 15 janvier 1905 à Cayenne où il est mort le 27 juillet 1985, est un homme politique français, Guyanais.

## Détail des fonctions et des mandats
Mandat parlementaire
- 7 novembre 1948 - 18 mai 1952 : Sénateur de la Guyane